# Pedilophorus monicae
Pedilophorus monicae là một loài bọ cánh cứng trong họ Byrrhidae. Loài này được Fabbri miêu tả khoa học năm 1999.